# Ahmet Tevfik Okday
Tevfik Okday (11 de febrero de 1845-8 de octubre de 1936), conocido también como Ahmet Tevfik Paşa antes de la entrada en vigor de la Ley de Apellidos turca de 1934, fue un político otomano de origen tártaro crimeo. Fue el último gran visir del Imperio otomano.
Desempeñó el cargo en tres ocasiones, la primera con Abdülhamid II; la segunda y tercera, de 1918 a 1919 y de 1920 a 1922, durante el reinado de Mehmed VI y en tiempos de la ocupación aliada de Constantinopla. Además gran visir, Ahmet Tevfik fue también diplomático, senador y ministro de Asuntos Exteriores.

## Orígenes y primeros cargos

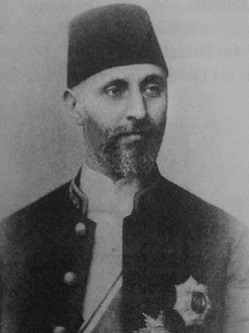
Ahmet Tevfik Bajá hacia 1895, año en que concluyó su estancia de embajador en Alemania.

Ahmet Tevfik nació el 11 de febrero de 1845 en Constantinopla. Su padre, Ferik Ismail Bajá, era un general de origen tártaro de Crimea descendiente de la dinastía Giray. Ahmet Tevfik ingresó en el Ejército, pero lo abandonó tras alcanzar un grado menor en la oficialidad para pasar a la Administración Pública civil en 1865. A partir de 1872, sirvió en varios puestos del Ministerio de Asuntos Exteriores. Tras ser embajador en Roma, Viena, San Petersburgo y Atenas, fue encargado de negocios y embajador en Berlín (en Alemania) de 1885 a 1895. Al regresar a Estambul, fue ministro de Asuntos Exteriores de 1895 a 1909. Después de la proclamación de la Segunda Era Constitucional en 1908, Ahmet Tevfik Bajá fue nombrado miembro del restaurado Senado imperial, Cámara Alta de las recuperadas Cortes.
Durante su estancia en Atenas como encargado de negocios, conoció y desposó a Elisabeth Tschumi, suiza que trabajaba como institutriz de los hijos de otro diplomático. Tuvieron cinco niños.

## Primer periodo de gran visir
El nombramiento de Ahmet Tevfik Bajá como gran visir fue consecuencia directa de la fallida revuelta reaccionaria de abril de 1909. Los alzados exigieron la dimisión del anterior gran visir, Hüseyin Hilmi Bajá. Aunque hubiesen preferido a otro para el puesto, el nombramiento de Ahmet Tevfik Bajá al menos les sirvió para apartar del cargo a Hüseyin Hilmi Bajá. Ahmet Tevfik Bajá aceptó el cargo a regañadientes a instancias del sultán Abdul Hamid II, favorable a los rebeldes, y formó un gobierno compuesto esencialmente de personas neutrales en la disputa política, al tiempo que trató de limitar la violencia que se había desatado en Estambul y Adana. Tras la ocupación de la capital por el Ejército de Acción —que trató de impedir— y la consiguiente restauración del gobierno constitucional, Abdul Hamid fue derrocado, Ahmet Tevfik Bajá dimitió y Hüseyin Hilmi Bajá recobró el cargo de gran visir. A continuación, se lo envió de embajador a Londres.

## Segundo gobierno
Al terminar la Primera Guerra Mundial, Ahmed Izzet Bajá dimitió y Ahmet Tevfik Bajá fue nombrado nuevamente gran visir el 11 de noviembre de 1918. Dos días después, los Aliados ocuparon Constantinopla. Instaron al sultán Mehmet VI a disolver el Parlamento el 21 de diciembre de 1918, y durante algunas semanas, también el Gobierno tuvo que cesar su actividad. La retomó, el 12 de enero de 1919, pero los ocupantes obligaron nuevamente a abandonar la gestión, lo que impelió a Ahmet Tevfik a dimitir el 3 de marzo de 1919.

## Conferencia de Paz de París
Tras su segundo gobierno, pasó a presidir el Senado imperial (que aún no había sido disuelto, a diferencia de la Cámara Baja). A continuación, fue presidente de la delegación otomana en la Conferencia de Paz de París celebrada al acabar la Primera Guerra Mundial. La delegación rechazó las duras condiciones del borrador de tratado, pero otra delegación enviada por el gran visir Damat Ferid Bajá las aceptó y firmó el Tratado de Sèvres.

## Tercer gobierno
El 21 de octubre de 1920, recuperó por tercera vez el cargo de gran visir, sustituyendo en el cargo a Damat Ferid Bajá. El movimiento nacional turco había establecido otro gobierno rival en Ankara, que negaba la autoridad del estambulí y la del sultán. Ahmet Tevfik Bajá propuso al Gobierno nacionalista de Ankara unirse al monárquico de Estambul y presentarse conjuntamente en la Conferencia de Londres de 1921. El dirigente de Ankara, Mustafá Kemal, rehusó la oferta, por lo que los dos Gobiernos enviaron delegaciones separadas a la conferencia; Ahmet Tevfik Bajá presidió la de Estambul y Bekir Sami Kunduh, la de Ankara. Cuando llegó a Londres, Ahmet Tevfik Bajá afirmó estar enfermo y se ausentó de las sesiones, cediendo en la práctica la representación del país en la conferencia a Bekir Sami.
Después de la abolición del sultanato otomano el 1 de noviembre de 1922, Ahmet Tevfik Bajá se reunió con su gabinete. Dada la renuncia del sultán Mehmet VI, los ministros fueron dimitiendo paulatinamente; y Ahmet Tevfik lo hizo tres días después de la abolición, el 4 de noviembre de 1922. Fue, por tanto, el último gran visir del imperio. Abandonó entonces la actividad política y se retiró en Estambul.

## Últimos años
Tras la promulgación de a Ley de Apellidos de 1934, adoptó el de «Okday». Falleció el 8 de octubre de 1936 en Estambul y fue enterrado en el cementerio de los mártires de Edirnekapı.
Su nieto Şefik Meetu Okday escribió su biografía, que se publicó en 1986 y se titula Mi Abuelo, el último gran visir, Ahmet Tevfik Bajá (en turco: Büyükbabam Son Sadrazam Ahmet Tevfik Paşa).